# Niccolò Albergati-Ludovisi
Niccolò Albergati-Ludovisi (15 de setembro de 1608 - 9 de agosto de 1687) foi um arcebispo e cardeal italiano, Deão do Sagrado Colégio dos Cardeais e Penitenciário-mor da Santa Igreja.

## Biografia
De uma família patrícia, era descendente do Papa Gregório XV (1621-1623). Com a aprovação do Papa Inocêncio X, acrescentou o sobrenome Ludovisi para o seu próprio. Era primo do Cardeal Ludovico Ludovisi.. Obteve o doutorado em Direito em 3 de fevereiro de 1627. Chamado a Roma em 1631 por seu primo Cardeal Ludovisi, tornou-se um prelado papal. Vigário da Basílica de San Lorenzo in Damaso, em Roma. Arcipreste da catedral metropolitana de Bolonha, em 1635. Foi referendário dos Tribunais da Assinatura Apostólica da Justiça e da Graça, sob o pontificado do Papa Urbano VIII, renunciando em 1637 em favor de seu irmão Antonio.

## Episcopado
Eleito Arcebispo de Bolonha em 6 de fevereiro de 1645, foi consagrado em 26 de fevereiro, na Igreja de Santa Maria em Vallicella, Roma, pelo Cardeal Girolamo Colonna, assistido por Onorato Onorati, bispo de Urbania, e por Orazio Giustiniani, C.O., Bispo de Nocera. Depois, tornou-se assistente do Trono Pontifício, em 5 de março..

## Cardinalato
Foi criado cardeal no consistório de 6 de março de 1645 pelo Papa Inocêncio X, o mesmo consistório da criação do cardeal Benedetto Odescalchi, recebendo o barrete cardinalício e o título de Cardeal-presbítero de Santo Agostinho em 24 de abril. Passa para o título de Santa Maria dos Anjos em 25 de junho de 1646.
Legado para apresentar Ana de Áustria, rainha de Espanha, enquanto ela estava em Milão, em 28 de junho de 1649. Declinou a nomeação para as sés de Palermo e Monreale oferecido pelo rei Felipe V da Espanha. É nomeado Penitenciário-Mor em 21 de fevereiro de 1650 e por causa de sua saúde precária, o cardeal Paluzzo Paluzzi Altieri degli Albertoni foi o seu coadjutor entre 1670 e 1676. Renunciou ao governo da sé de Bolonha em 11 de dezembro de 1651.
Passou para o título de Santa Maria em Trastevere em 11 de outubro de 1666. Em 19 de outubro de 1676, opta pelo título de São Lourenço em Lucina e torna-se o cardeal-protopresbítero.
Passa para a ordem dos cardeais-bispos, recebendo a Sé Suburbicária de Sabina, em 13 de setembro de 1677. Em 1 de dezembro de 1681, passa a Sé Suburbicária de Porto e Santa Rufina, tornando-se também vice-decano do Sacro Colégio dos Cardeais.
Em 15 de fevereiro de 1683, passa a ser o deão do Sacro Colégio dos Cardeais, passando a ser o titular da Sé Suburbicária de Ostia-Velletri.
Faleceu em 9 de agosto de 1687, post longam et laboriosam infirmitatem, em Roma. Exposto e sepultado no túmulo que ele havia construído na frente do altar-mor da igreja de Santa Maria in Trastevere.

## Conclaves
- Conclave de 1655 – participou da eleição do Papa Alexandre VII.
- Conclave de 1667 – participou da eleição do Papa Clemente IX.
- Conclave de 1669-1670 – participou da eleição do Papa Clemente X.
- Conclave de 1676 - participou da eleição do Papa Inocêncio XI